# Gene Russell
Gene Russell, né le 2 décembre 1932 à Los Angeles et mort le 3 mai 1981 dans la même ville, est un pianiste de jazz américain. Il est notamment cofondateur du label Black Jazz Records, sur lequel il signera deux albums (New Direction, Talk To My Lady).

## Discographie
- 1967: Takin' Care of Business
- 1967: Up and Away
- 1971: New Direction
- 1972: Talk to My Lady
- 1981: Autumn Leaves